# 印度保守主义
印度保守主义指的是一种政治哲学，旨在促进保护印度次大陆所珍视和发展的某些传统价值观。

## 独立前
独立前，印度存在许多意识形态保守的政党。 其中包括国会民族主义党（Congress Nationalist Party）、旁遮普统一党、印度教摩诃萨巴（Hindu Mahasabha）和Shiromani Akali Dal党等。
此外，萨达尔·瓦拉巴伊·帕特尔等印度国大党内的一些人物是保守派。
与旁遮普统一党等世俗政党不同，全印穆斯林联盟利用伊斯兰保守主义来追求建立一个独立的伊斯兰国家的目标。

## 独立后
自印度独立以来第一个拥护自由经济理想的保守党是斯瓦坦特拉党（Swatantra Party，1959—1974）。它是一个古典自由主义政党，因为其原则基于个人自由、市场经济和有限政府，由C. Rajagopalachari创立，以回应他认为由贾瓦哈拉尔·尼赫鲁主导的印度国大党日益增长的社会主义和国家主义观点。 Swatantra（自由）代表以市场为基础的经济，取消了“Licence Raj”，尽管它反对自由放任政策。 因此，该党受到一些商人和实业家的青睐，但在州一级，其领导层由传统的特权阶级控制，例如 zamindars（封建地主）和昔日的王子。